# Gamasiphis pinnatus
Gamasiphis pinnatus är en spindeldjursart som beskrevs av Wolfgang Karg 1998. Gamasiphis pinnatus ingår i släktet Gamasiphis och familjen Ologamasidae. Inga underarter finns listade i Catalogue of Life.